# Ministeriet for Familie- og Forbrugeranliggender
Das Ministerium für Familien- und Verbraucherangelegenheiten (dänisch Ministeriet for Familie- og Forbrugeranliggender) war ein dänisches Ministerium. Es wurde im August 2004 geschaffen und bereits drei Jahre später wieder aufgelöst. Das Ministerium war für Familienpolitik, Verbraucherschutz und Nahrungsmittelkontrolle zuständig.
Die Arbeit des Ministeriums betraf vor allem die Bereiche Verbraucherschutz, Lebensmittelsicherheit sowie Kinder-, Familien- und Jugendförderung, z. B. auf den Gebieten Jugendhilfe, Sorgerecht, Adoption, Ehe- und Scheidungsrecht.

## Gliederung
Dem Ministerium waren drei Behörden unterstellt:
- Familienbehörde (Familiestyrelsen) – derzeit (2012) ein Teil der Beschwerdebehörde (Ankestyrelsen) im Sozial- und Integrationsministerium[2]
- Verbraucherschutzbehörde (Forbrugerstyrelsen) – derzeit ein Teil der Wettbewerbs- und Verbraucherschutzbehörde (Konkurrence- og forbrugerstyrelsen) im Industrie- und Wachstumsministerium[3]
- Nahrungsmittelbehörde (Fødevarestyrelsen) – derzeit im Umwelt- und Nahrungsmittelministerium angesiedelt[4]

Das Ministerium wurde nach der Parlamentswahl 2007 aufgelöst. Ausschlaggebend war eine Reihe von Skandalen um eine ineffektive Lebensmittelkontrolle. Ein Bericht des Rechnungshofes sparte nicht mit Kritik an der Rolle des Ministeriums, was zum Rücktritt von Lars Barfoed führte.

## Minister
| Amtsantritt       | Abgang            | Name               | Partei       |
| ----------------- | ----------------- | ------------------ | ------------ |
| 2. August 2004    | 18. Februar 2005  | Henriette Kjær     | Konservative |
| 18. Februar 2005  | 14. Dezember 2006 | Lars Barfoed       | Konservative |
| 15. Dezember 2006 | 23. November 2007 | Carina Christensen | Konservative |